# Julio Girón
Julio Estuardo Girón Rafael, ou simplement Julio Girón, né le 2 mars 1970 à Guatemala City au Guatemala, est un footballeur international guatémaltèque, qui jouait en tant que milieu de terrain. 
Il compte 82 sélections en équipe nationale entre 1992 et 2006. 

## Biographie

### Sélection
Julio Girón est convoqué pour la première fois par le sélectionneur national Miguel Brindisi pour un match amical face au Nicaragua le 7 juin 1992 (victoire 7-1). Il reçoit sa dernière sélection le 19 février 2006 contre les États-Unis (défaite 4-0).
Il dispute trois Gold Cup (en 1996, 1998 et 2000). Il participe également à trois Coupes UNCAF (en 1995, 1997 et 1999).
Il joue enfin 21 matchs comptant pour les tours préliminaires des coupes du monde 1998, 2002 et 2006.
Au total, il compte 82 sélections et zéro buts avec l'équipe du Guatemala entre 1992 et 2006.

## Palmarès

### En club
- Avec l'Aurora FC :
  - Champion du Guatemala en 1993

- Avec le CSD Municipal :
  - Champion du Guatemala en 2000 (C), 2000 (A), 2001 (A), 2002 (C), 2002 (A), 2004 (A), 2005 (C), 2005 (A), 2006 (C) et 2006 (A)

### En sélection nationale
- Finaliste de la Coupe UNCAF en 1995, 1997 et 1999